# Albert de Briey
Marie Charles Albert de Briey (Ethe, 23 december 1835 - aldaar, 9 oktober 1876) was een Belgisch diplomaat en volksvertegenwoordiger.

## Biografie

### Familie
Graaf Albert de Briey was een zoon van graaf Camille de Briey, diplomaat, industrieel, senator en minister, en Laurence de Beauffort. Hij was een broer van graaf Louis de Briey, volksvertegenwoordiger.
Hij trouwde in 1859 in Seneffe met Alix Daminet (1839-1908), dochter van Adolphe Daminet, industrieel en burgemeester van Seneffe, en kleindochter van baron Alexandre Daminet en graaf Charles-Albert van der Burch. Ze kregen vijf zoons en twee dochters.
- Camille de Briey (1862-1944), volksvertegenwoordiger en gouverneur van Luxemburg, trouwde in 1890 in Achêne met barones Marie d'Huart (1871-1963), dochter van graaf Alfred d'Huart, senator, provincieraadslid van Namen en burgemeester van Sovet. Ze kregen twee zoons en twee dochters, met afstammelingen tot heden.
- Charles de Briey (1866-1941), trouwde in 1891 in Brussel met Louise de Peñaranda de Franchimont (1870-1950). Ze kregen vier zoons en vier dochters, met afstammelingen tot heden.
- Georges de Briey (1870-1941), trouwde in 1903 in Brussel met Gisèle de Jacquier de Rosée (1881-1955). Ze kregen twee zoons en twee dochters, met afstammelingen tot heden.

Hij was een oom van graaf Charles de Broqueville, premier, en een schoonbroer van baron Gustave de Woelmont, burgemeester van Gors-Opleeuw, provincieraadslid van Limburg, volksvertegenwoordiger en senator.

### Loopbaan
Na studies in de wijsbegeerte en letteren reisde hij mee met zijn vader en werd ambassadeattaché in Sint-Petersburg (1853-1860).
In 1872 werd hij verkozen tot katholiek volksvertegenwoordiger voor het arrondissement Virton en oefende dit mandaat uit tot hij op nog jonge leeftijd overleed.